# Pernyah
Pernyah is een bestuurslaag in het regentschap Muko-Muko van de provincie Bengkulu, Indonesië. Pernyah telt 555 inwoners (volkstelling 2010).